# Ferdinand av Österrike-Este (I)
Ferdinand av Österrike-Este (I), alias ärkehertig Ferdinand Karl av Österrike, föddes 1 juni 1754 och dog 24 december 1806. Han var son till det tysk-romerska kejsarparet Frans I och Maria Teresia av Österrike.
Maria Teresia hade utsett sonen Ferdinand till blivande hertig av Modena, och som ett led i detta blev den unge ärkehertigen 1771 bortgift med Maria Beatrix, den sista av dynastin Este och dotter till Herkules III Rinaldo av Modena. Ferdinand blev därigenom stamfar till dynastin Habsburg-Este eller Österrike-Este, en gren av dynastin Habsburg-Lothringen.
1780 utnämndes Ferdinand till ståthållare i Lombardiet, en italiensk provins som då tillhörde Österrike. Han tvingades dock lämna Italien vid den franska invasionen 1796. Eftersom även Modena var ockuperat av fransmännen vid Ferdinands död blev han heller aldrig hertig där. 1814 utnämndes dock Frans IV, Ferdinands och Maria Beatrix' son, till hertig av Modena.

## Barn
Ferdinand och Maria Beatrix fick nio barn, däribland :
- Maria Teresa (1773-1832), gift med Viktor Emanuel I av Sardinien
- Maria Leopoldina av Österrike-Este (1776-1848), gift med Karl Theodor av Bayern
- Frans IV (1779-1846) - se ovan !
- Ärkehertig Ferdinand Karl av Österrike-Este (1781-1850), österrikisk överbefälhavare under Napoleonkrigen.
- Ärkehertig Maximilian Josef av Österrike-Este (1782-1863), stormästare av Tyska orden.
- Ärkehertig Karl av Österrike-Este (1785-1809), ärkebiskop av Esztergom.
- Marie Ludovika (1787-1816), gift med sin kusin, kejsare Frans I av Österrike